# Raimonds Miglinieks
Raimonds Miglinieks (Riga, 16 luglio 1970) è un ex cestista e allenatore di pallacanestro lettone, fino al 1991 sovietico.

## Carriera
Con la Lettonia ha disputato tre edizioni dei Campionati europei (1993, 1997, 2001).